# Escudo de armas del estado Sucre
El Escudo de Armas del Estado Sucre fue creado por decreto el 24 de octubre de 1910, suscrito por el entonces presidente del Estado, Elisco Sarmiento, en su carácter de Presidente del Congreso del Estado. 
En el decreto se consignan las siguientes características: 
Tamaño: 60 centímetros de altura por 47 centímetros de ancho.
Debe estar dividido en tres cuarteles: El primero (superior izquierdo) de color rojo-púrpura con la cornucopia de oro como emblema de la abundancia; El segundo (superior derecho) de color amarillo,  destacando el cocotero en representación de la riqueza agrícola del estado; el tercero (inferior) de color azul del mar, destacando la costa con sus serranías y mostrando sobre la playa dos peces cruzados como expresión de su riqueza pesquera. 
En la parte inferior central, atados por una cinta, se levantan un ramo de café en fruto  (izquierda) y uno de tabaco en flor (derecha). En la parte superior central se encuentran dos ramos de laurel que enmarcan sin cerrarse el perfil del Mariscal de Ayacucho, Antonio José de Sucre.
- Datos: Q5838452